# آلن

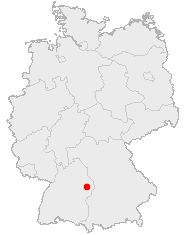

آلن (بالألمانية: Aalen) هي مدينة تقع شرق ولاية بادن-فورتمبيرغ الألمانية. تبعد حوالي 70 كيلومتر شرق شتوتغارت و48 كيلومتر شمال أولم. في ديسمبر 2011 كان عدد سكانها 66,277.

## المناخ
يظهر الجدول التالي التغييرات المناخية على مدار السنة لآلن:
| البيانات المناخية لـآلن           | البيانات المناخية لـآلن | البيانات المناخية لـآلن | البيانات المناخية لـآلن | البيانات المناخية لـآلن | البيانات المناخية لـآلن | البيانات المناخية لـآلن | البيانات المناخية لـآلن | البيانات المناخية لـآلن | البيانات المناخية لـآلن | البيانات المناخية لـآلن | البيانات المناخية لـآلن | البيانات المناخية لـآلن | البيانات المناخية لـآلن |
| الشهر                             | يناير                   | فبراير                  | مارس                    | أبريل                   | مايو                    | يونيو                   | يوليو                   | أغسطس                   | سبتمبر                  | أكتوبر                  | نوفمبر                  | ديسمبر                  | المعدل السنوي           |
| --------------------------------- | ----------------------- | ----------------------- | ----------------------- | ----------------------- | ----------------------- | ----------------------- | ----------------------- | ----------------------- | ----------------------- | ----------------------- | ----------------------- | ----------------------- | ----------------------- |
| متوسط درجة الحرارة الكبرى °م (°ف) | 2 (36)                  | 4 (39)                  | 9 (48)                  | 14 (57)                 | 18 (64)                 | 21 (70)                 | 23 (73)                 | 23 (73)                 | 20 (68)                 | 13 (55)                 | 7 (45)                  | 3 (37)                  | 13 (55)                 |
| المتوسط اليومي °م (°ف)            | 1.2 (34.2)              | 2.0 (35.6)              | 5.5 (41.9)              | 9.4 (48.9)              | 14.3 (57.7)             | 17.5 (63.5)             | 19.2 (66.6)             | 18.9 (66.0)             | 14.2 (57.6)             | 10.0 (50.0)             | 4.6 (40.3)              | 1.4 (34.5)              | 9.9 (49.7)              |
| متوسط درجة الحرارة الصغرى °م (°ف) | −4 (25)                 | −3 (27)                 | 0 (32)                  | 4 (39)                  | 8 (46)                  | 11 (52)                 | 12 (54)                 | 12 (54)                 | 9 (48)                  | 5 (41)                  | 1 (34)                  | −2 (28)                 | 4 (40)                  |
| الهطول مم (إنش)                   | 54.5 (2.15)             | 50.8 (2.00)             | 74.3 (2.93)             | 55.4 (2.18)             | 79.4 (3.13)             | 68.7 (2.70)             | 87.9 (3.46)             | 80.8 (3.18)             | 67.6 (2.66)             | 72.4 (2.85)             | 59.0 (2.32)             | 56.1 (2.21)             | 806.9 (31.77)           |
| متوسط الأيام الممطرة              | 16                      | 13                      | 12                      | 14                      | 14                      | 15                      | 15                      | 14                      | 14                      | 12                      | 15                      | 13                      | 167                     |
| ساعات سطوع الشمس الشهرية          | 62                      | 84.75                   | 155                     | 180                     | 217                     | 210                     | 248                     | 217                     | 180                     | 124                     | 60                      | 62                      | 1٬799٫75                |
| المصدر:                           |                         |                         |                         |                         |                         |                         |                         |                         |                         |                         |                         |                         |                         |

## توأمة
لآلن اتفاقيات توأمة مع كل من:
- سان لو (3 يونيو 1979 - )[8]
- Christchurch, Dorset [الإنجليزية]‏
- تاتابانيا
- أنطاكية
- تشرفيا

## أعلام
- توماس فوكس
- ماريوس فانك
- إيدا بودينج
- توماس تساندر
- مانويل فيشر
- فابيو كوفمان

## وصلات خارجية
- الموقع الرسمي